# Bodai
Bodai (en árabe: بوداي) es una ciudad libanesa en el distrito de Baalbek, gobernación de Baalbek-Hermel, situada al oeste del río Litani, en las estribaciones del Monte Líbano. Bodai se encuentra a 15 km al noroeste de la antigua ciudad de Baalbek y a 26 km de la frontera entre el Líbano y Siria y está a 90 kilómetros  de la capital de Beirut. Bodai, que se encuentra en las estribaciones de la cordillera del Monte Líbano, tiene vistas a lo largo del valle de Beqaa hacia la ciudad de Baalbek, y la cordillera Antilíbano que separa el Líbano de Siria

## Historia y etimología
Existe la posibilidad de que la etimología del nombre actual de la ciudad, Bodai, se remontara a la época del condado de los cruzados franceses de Trípoli dentro de la región del Monte Líbano y la posibilidad de que los cruzados franceses nombraran el pueblo o el área según el nombre de la Maison Boudai, situada en Montbozon, una comuna en el departamento del Alto Saona  en la región del Franco Condado en Francia oriental.

## Población
Las principales religiones de la ciudad son los chiitas seguidos por los maronitas y los cristianos ortodoxos orientales.
Un porcentaje significativo de la población de la ciudad ha migrado a la ciudad capital de Beirut. Además, un porcentaje significativo de la población de la ciudad ha migrado a países como Brasil, Argentina, Estados Unidos de América, Canadá, Australia, México, Estados del Golfo Pérsico y Unión Europea (Reino Unido y Francia). Las cifras de migración son altas, incluso para sugerir que todas las familias de la ciudad al menos tendrían o sabrían de un amigo o pariente que haya emigrado a otro país.

## Familias
- Assaf
- Chamas (Shamas)
- Kanaan (Kanan, Canaan)
- Mazloun (Mazloum)
- Nassif (Nassife)
- Yazbek (Yazbeck)
- mallah